# Hylé
Pour les articles homonymes, voir Hyle (homonymie).

En philosophie, la hylé est la « matière première » en tant que principe opposé, complémentaire ou exclusif de la forme ou de l'essence.

## Origine et adjectifs dérivés
Le mot hylé, parfois orthographié « hylè », provient du grec ancien ὕλη, qui indique la matière dont une chose est faite. Les adjectifs hylique et hylétique en sont dérivés. Hylétique est aussi un substantif féminin servant à désigner le domaine de la hylé.

## La notion d'hyle en philosophie
La notion fait l’objet de développements abondants chez Aristote ainsi que chez Plotin, qui lui consacre le quatrième traité de la seconde Ennéade, intitulé Des deux matières.
Dans la philosophie hermétique, dans le Corpus Hermeticum, attribué à Hermès Trismégiste, la hylé correspond à la « matière du monde » en tant que première création de Dieu, et principe du monde : « Il faut savoir en premier lieu, que Dieu et le Monde, qui chez les Grecs est appelé Hylé, étaient avant toute autre chose que Dieu créa. »
Dans le gnosticisme, les hyliques sont les humains dépourvus d’esprit et d’âme, uniquement constitués d’éléments charnels voués à la destruction.

## Kabbale dans le Judaïsme
« Comment le Dieu Saint et Bienheureux a-t-Il créé l’univers ? Il prit, dit R. Yohannan, “deux pelotes”, l'une de feu, l'autre de neige ; Il les a entrelacées les unes avec les autres et c'est à partir d'eux que l'univers a été créé »

Hiyulih (Homer Hiyulih - חומר היולי) est la matière céleste à partir de laquelle toute Création et toute naissance : l'éternité est l'un des attributs de Dieu, qui est le premier supérieur de tous, le causa prima de toutes causes; les Mondes célestes et spirituels avant la Création étaient dépourvus de matérialité.

« Et il n’y a aucun argument valable pour suggérer que le processus du Tsimtsoum n’est qu’une illusion puisque avec la Lumière initiale, qui est appelée l’Ohr Ein Sof et qui est le deuxième niveau qui remplit tous les mondes, là le Tsimtsoum était très réel et était une révélation d’un niveau de dissimulation, qui est aussi la création des détails spécifiques de ce que nous considérerions comme du potentiel, qui était déjà contenu dans la Lumière initiale appelée l’Ohr Ein Sof. Cette dissimulation est la matérialisation/état gelé qui est mentionné dans le chapitre 3 de HaAkudim (Arizal). C'était pareillement le processus avec chaque monde, la dissimulation est absolument réelle et non une illusion, Dieu nous en préserve, car il est certain, clair et simple dans la Foi d'Israël que “toutes les révélations de Dieu avec le Tsimtsoum et avec le Kav”, à la fois à travers tous les pouvoirs d'Atzilut et dans tous les mondes de Beriyah, Yetzirah et Asiyah... sont toutes dans une existence réelle qui s'étend de la Réalité occulte/spirituelle puisque c'est la seule vraie réalité et qu'il n'y a pas d'autre vérité en dehors de Dieu »

— le Leshem de Shelomo Elyashiv, pour Naftali Hertz HaLevi Videnbaum de Bialystok
Le Hiyulih est le "pilier" de la théorie sur la modalité spirituelle dans la Création car c'est l'axiome de "potentiel et réalisation", c'est-à-dire "l'âme et le corps comme connaissance et vérité":

« Entre le potentiel et le concret se trouve la force Hiuli. Avant qu'une chose ne devienne une chose, elle existe de manière potentielle. Pour passer du potentiel au concret, il faut d'abord passer par l'étape intermédiaire de Hiuli. De cette façon, toute la réalité émerge du Hiuli. Par conséquent, le Hiuli est la source de toute Création »

— Nahman de Bratslav
Ainsi donc, la providence divine a opéré une sorte d'"individuation" en définissant la nature de toute créature, de tout être et de tout existant à partir de la Hyle, précisément du potentiel au acte.
Toute matière dans ce monde est la "représentation" de Hyle comme "la volonté de Dieu de créer est née de sa pensée".
Chomer Hiyulih est le secret le plus profond de la Création. Hiyulih représente la dimension intérieure de la vie car le cœur est le secret des ressources humaines : le Tsadik est « l'âme » de tout Israël comme le « paradigme » de ce premier élément fondamental du mysticisme juif de tous les "Mondes".
Le Hyle est à la Création ce que l'âme est au corps : l'âme représente donc la substance subtile avec la matérialité qui a pour origine la terre, d'où fut tiré le corps d'Adam et Eve selon les commentaires bibliques ; sinon on peut admettre que l'intellect est pareillement plus proche de l'âme, bien que l'union des deux permette à l'intellect de prendre conscience de la connaissance, de la vue, du toucher, de l'ouïe, du goût, de l'odorat, ainsi que de tout ce qui se rapporte à la sagesse en tant qu'existant... Expérience véridique ! Maïmonide déclare que "l'Intellect Agent" peut favoriser le prophète choisi selon l'une des prophétique niveaux, par exemple pour révéler la vérité ; Bereshit Rabbah explique que Dieu "n'a pas travaillé pour créer", faisant ainsi allusion à la volonté divine.

« Alors le rabbin Shimon, l'interrompant, dit : « Éléazar, mon fils ! Continuez à expliquer le verset, car un mystère profond doit être révélé, que les enfants du monde n'ont jamais connu à ce jour." Rabbi Eleazar s'est arrêté de parler. Rabbi Shimon s'est tu un moment, puis a dit : " Eleazar, mon fils, quel est le sens du mot Aleh ("ces choses") ? Cela ne peut pas signifier les étoiles, constellations et autres planètes célestes qui sont toujours visibles et vues par l'œil de l'homme et ont été créées par Mah, comme il est écrit,  Par la parole de Dieu, elles ont été faites les cieux.  (Psaume 33 : 6). Aleh ("ces choses") ne peuvent se référer à des choses invisibles, mais à celles qui se voient. "" Le sens mystérieux du mot m'a été révélé un jour alors que j'étais au bord de la mer, lorsque Élie, le prophète, est soudainement apparu et m'a dit : « Rabbi ! Sais-tu ce que signifie Aleh («ces choses») ? Et je répondis et dis que cela signifiait les cieux et les planètes célestes, œuvre de Dieu, le Saint... sois béni, qu'il est opportun que tout homme étudie comme il est écrit : « Quand je considère vos cieux, qui sont le travail de vos doigts (Psaumes 8, 3) ; Oh, Seigneur, notre Dieu, que ton nom est grand sur toute la terre! (Psaumes 8: 9). Rabbin! [Elie a dit] ceci est un mot occulte, et a donc été révélé et expliqué dans la "Yeshivah céleste". Lorsque Dieu a voulu se révéler, Il a d'abord créé un "point"... qui est devenu une "Pensée divine dans laquelle il y avait les idées de toutes choses créées et les formes de toutes choses et aussi cette lumière sainte, glorieuse et sacrée, mystérieuse, une "image" représentant le mystère le plus sacré, une œuvre profonde qui a émergé de la Pensée Divine : ce n'était que "le début de l'édifice, existant sans encore exister" et qui, caché dans le Nom, jusqu'à ce moment était appelé uniquement Mi ("Qui", c'est-à-dire Dieu). Alors, voulant se manifester et être appelé par son nom, Dieu revêtit un vêtement précieux et resplendissant et créa Aleh qui fut ajouté à son Nom ; puisque ces mots, joints et associés entre eux, forment "Alhim" (Elohim), qui est composé de Aleh (ces choses), et de Mi"("Qui", c'est-à-dire Dieu) ... [mot / nom de Dieu] "Alhim" n'existait pas avant la création de Aleh »

— Zohar
Dans le Hassidisme, la Création représente la réalisation de la volonté divine : elle renvoie à la théorie qui affirme  l'existence d'un développement du potentiel à l'actualisation . Bereshit Rabbah déclare que la « lumière » a été créée dans les premiers jours et a ensuite été cachée pour les Tsadikim dans Olam Haba ; "Ohr Ein Sof " est la même lumière divine inchangée : la lumière primordiale et la théorie de "l'origine de la création" indique que cette unité originelle se manifeste dans le "Système-Ordre de la Création" selon les limites et les connexions aussi.

« Ce kav est descendu vers Halal HaPanui en plusieurs étapes. Le kav à son extrémité supérieure était en contact avec En Sof, s'étendant mais pas tout à fait vers l'extrémité finale. À travers ce kav, l'Ohr En Sof s'est inséré et élargi. Le flux de cette Lumière Supérieure de l'Infini s'est répandu et a coulé vers le bas pour se transformer dans les mondes à l'intérieur du "Vide" »

— Arizal

Dans la Kabbale, la matière spirituelle originelle dont tout dérive est la "lumière spirituelle" et, en tant que "vêtement" pour Dieu, Il l'a créée ex nihilo et à partir d'elle, c'est-à-dire avec Homer Hiyulih, il a forgé la Création et les êtres, comme dit : "...Pourquoi peut-être que j'ai (Dieu) changé ?" Alors, Dieu est Parfait et Éternel, comme dit : « J'étais, je suis et je serai... », non créé mais éternel dans l'infini des temps aussi, en effet Dieu est immuable car il ne manque pas et ne besoin de "corrections". (Rambam) 

« Cependant, c'est un dogme que quiconque professe le judaïsme doit croire, puisque la création du monde à partir de rien est un dogme qui appartient à quiconque professe la loi divine à croire , bien qu'il ne s'agisse pas d'un principe fondamental de la loi divine. Quiconque croit qu'il existe « une matière première et éternelle » dont naissent toutes les choses existantes par la volonté de Dieu n'est pas un infidèle selon l'opinion de Maïmonide, qui n'inclut pas la création ex nihilo parmi les dogmes fondamentaux. Mais il pourrait encore être coupable d'un péché... Mais on peut croire qu'il existe "une matière première éternelle", à partir de laquelle le monde a été créé ... quand et comme Dieu l'a voulu. Une telle opinion ne contredit pas les miracles et les merveilles de la Torah. Parce que tous ces miracles, qui consistent en un changement de loi naturelle et de coutume, sont des exemples de quelque chose qui vient de quelque chose et non quelque chose de rien, par exemple la tige qui se transforme en serpent ou en eau, bien qu'étant une simple substance, elle change instantanément dans le sang. Une substance simple ne peut pas se transformer en sang. C'est pourquoi l'eau ne nourrit pas un animal. Pourtant, par l'intermédiaire de Moïse, Dieu a donné à une partie de l'eau la forme du feu, à une autre partie la forme de l'air et à une troisième la forme de la terre. Ensuite, ces portions ont été mélangées, de sorte qu'elles se sont jointes et ont été instantanément transsubstantiées dans le sang. Le changement n'était pas seulement apparent, car s'il n'avait été qu'en apparence et non en substance, les poissons ne seraient pas morts et la rivière ne serait pas devenue impure. De même, tous les miracles transsubstantiels de la Torah et des Prophètes sont des exemples de quelque chose qui vient de quelque chose et non de quelque chose qui vient de nulle part. Cela est bien plus vrai pour les miracles dans lesquels il n'y a pas de transsubstantiation mais seulement un changement de qualité ou un accident, comme l'exemple de la main de Moïse devenue lépreuse et blanche comme neige »

Dieu peut faire des miracles par sa parole et sa volonté, selon son “commandement”.

« Mais lorsqu’Il a voulu créer le monde, Il a Lui-même créé le phénomène de puissance et de réalité, et Il a Lui-même créé le monde et toutes ses créatures – d’abord en potentiel puis en réalité, créant ainsi cet ordre.  Grâce à son premier commandement dans la création de l’univers, le monde est devenu une existence potentielle puis s’est réellement matérialisé.  C’est l’idée ancrée dans le dicton de nos sages : « ‘Au commencement’ (Genèse 1 : 1) constitue aussi un commandement de la création. »  (Roch Hachana 32a) C'est un commandement différent des autres, car à ce stade, l'univers existait en puissance et n'avait pas encore émergé dans la réalité.  Cependant, c'est lorsque le monde a été créé en puissance que tous ces éléments de la providence que nous avons mentionnés sont apparus, puis sont passés à la réalité selon leur "status" de puissance, comme nous l'avons expliqué »

— Daat Tevunot, Moshe Chaim Luzzatto
Moshe Chaim Luzzatto a voulu expliquer que la nécessité du commandement divin était due aux degrés de “hiérarchie” dans la Création, selon l'identification particulière des caractéristiques de chaque être et de chaque chose selon leur propre nature ; cela signifie que Dieu a imprimé dans la Création la multiple variété des créatures dès leur formation potentielle, précisément la Hylé. Sa parole et sa volonté, selon son désir de créer, étaient aussi nécessaires pour que la providence divine se manifeste au commencement à travers ce commandement pour la réalisation de l'œuvre de la Création.

« Je dirais aussi que de cette hypothèse – c’est-à-dire de la nécessité que l’existence dérive de Dieu – il est nécessaire que ce soit une question de volonté. Et cela pour deux raisons. La première est que de notre hypothèse selon laquelle l’existence découle d’une cause intelligente, il s’ensuit qu’il s’agit d’une question de connaissance. Dans la mesure où elle confère l'existence par la connaissance, la connaissance doit être parfaite, c'est-à-dire la connaissance de l'ordre naturel des existants et la connaissance qui donne l'existence à l'ordre naturel et aux existants eux-mêmes, en général et en particulier. Parce qu'il n'y a rien qui n'acquière l'existence et la quiddité par l'apprentissage. Puisque la source est intelligente, elle doit vouloir ce qu’elle sait. Il n'y a pas d'autre contenu de la volonté que celui-ci : qu'elle est un "Connaissant" (Dieu) qui veut et leur donne l'existence, par l'intellect et la connaissance… »

— Hasdai Crescas, “Or Hashem”
Hasdai Crescas affirme précisément que la matière de la création préexistante n'est pas une « substance primordiale » puisque Dieu lui-même a créé sa forme, c'est-à-dire qu'Il a tout créé continuellement avec sa propre volonté, sans apprendre d'elle ni de l'acte créateur parce que Dieu Il est également parfait en Sagesse et il n'est pas nécessaire qu'il dépende de l'extérieur pour parfaire sa connaissance ; de plus, ça n'est pas « primordiale » en raison d'une question de termes lexicaux : les formes de la “matière”, nécessaires à la création, selon l'existence de chaque chose et pour l'existence constante de la Création, ont été voulues par Dieu et il est absurde de croire que de telles formes étaient “primordialement inhérentes à cette matière” de la Création : Dieu a forgé cette matière avec les formes existentielles présentes, avec Sagesse, connaissance et intelligence selon Sa volonté.

« Les événements des ancêtres sont un signe pour la progéniture »

— Nachmanides
Au-delà de la Création, le Pentateuque continue évidemment au-delà de le Livre de la Genèse avec le Livre de l’Exode, le Livre des Nombres, le Lévitique et le Deutéronome jusqu'à 5 livres précisément... et le Tanakh pour compléter la “Torah écrite” combinée à la “Torah orale” qui comprend le Talmud, les Midrashim, la “Torah Nistar” (ésotérique) juive avec les textes religieux regroupés dans la Kabbale, les textes de la Hassidout jusqu'à nos jours sans exclure la Halakhah. L’œuvre entière de la Torah reflète précisément la sagesse divine qui est à la fois intra-historique, extra-cosmique et dévotionnelle.

« Tout ce qui a été, est et sera jusqu’à la fin du monde, tout est inclus dans les cinq livres de la Torah. Et pas seulement les règles générales, mais même les détails de chaque être humain, et tout ce qui lui arrivera depuis sa naissance jusqu’à sa mort, toutes ses réincarnations et tous les moindres détails de sa vie. Et ainsi pour chaque espèce d’animaux dans le monde, et chaque espèce de végétaux et de minéraux, et tous les détails de chaque espèce et leur origine et ce qui leur arrivera. Et ainsi tout ce qui est arrivé aux patriarches, à Moché et au peuple juif et ainsi toutes leurs actions depuis l’époque d’Adam »

— Gaon de Vilna
Il s'agit d'identifier l'archétype et la “forme” qui constituent la “substance”, en d'autres termes cela signifie comprendre l'essence intérieure des Sefirot en relation avec les Partzufim avec les 4 ou 5 Mondes du Seder hishtalshelus:

« L’Écriture a achevé le livre de la Genèse, qui est le livre de la Création : la création du monde “ex nihilo”, la création de toutes choses, et tous les événements des Ancêtres qui sont une sorte de création pour leur progéniture, car tous leurs événements sont des figures d’événements qui suggèrent et prédisent tout ce qui leur arrivera dans le futur. « Je me souviendrai de mon alliance avec Jacob, et aussi de mon alliance avec Isaac, et aussi de mon alliance avec Abraham, je me souviendrai, et je me souviendrai du Pays » (Lévitique 26:42). Il est possible que par voie de vérité Dieu dise : “Je me souviendrai de Jacob, d’Isaac et d’Abraham qui sont les signataires de l’Alliance”, car tous les Attributs sont ainsi appelés par leur présence dans l’Alliance, “et le Pays”, qui les comprend, “je me souviendrai » à travers le Tout (Ba-Kol)” »

— Nachmanides